# Khamul (rodzaj)
Khamul – rodzaj błonkówek z rodziny zagładkowatych. Obejmuje cztery opisane gatunki.

## Morfologia
Błonkówki o ciele długości od 3,3 do 5,3 mm, pozbawionym metalicznego połysku, ubarwionym głównie czarno z wyjątkiem jaśniejszych biczyków czułków, brązowo-białawych odnóży, brązowych wstawek na przedpleczu, a czasem też brązowawych lub złocistych teguli. Rzeźba oskórka zdominowana jest przez pępkowate punktowanie.
Głowa ma parę przyśrodkowych żeberek rozciągających się ku dołowi od torulusów do gładkiej okolicy ponadnadustkowej, wykształcone listewki policzkowe, żeberka preorbitalne stykające się za przednim przyoczkiem, żeberkowane boki zagłębienia skrobalnego, rozbieżne ku dołowi rowki zapoliczkowe sięgające poza górną krawędź opatrzonego palcowatymi wyrostkami mostu hiposotomalnego, szczątkowe szwy zapoliczkowe, szeroko wykrojony na krawędzi wierzchołkowej, wystający ku dołowi nadustek oraz żuwaczki o tępym zębie górnym i ostrych zębach dolnym i środkowym. W budowie czułków zaznaczają się apomorfie w postaci ciasno upakowanych, walcowatych członów biczyka porośniętych pokładającymi się szczecinkami oraz opatrzonej wydłużonym polem zmysłowym buławki. Nóżki czułków są klinowate w widoku bocznym.
Przedplecze jest od 1,74 do 2 razy szersze niż dłuższe. Notauli są całkowite, wąskie, oprócz jednego gatunku głębokie. Boczne płaty tarczy śródplecza podzielone są listewką na siateczkowaną część przednią i pępkowato punktowaną część tylną. Szeroko z wierzchu sklepiona tarczka odznacza się obecnością pośrodkowego guzka o siateczkowanej powierzchni. Dorsellum z wyjątkiem przednio-bocznego szeregu szczecinek jest nagie. Pozatułów ma boczne powierzchnie wydzielone żeberkami od grzbietowej. W widoku bocznym praepectus jest trójkątny z szeroko zaokrąglonym szczytem. Powierzchnie spłaszczonych epiknemiów mają płytkie wciski na przednie biodra. Przednie skrzydło jest przynajmniej częściowo przyciemnione.
Stylik u samca jest tak szeroki jak długi, u samicy od trzech do czterech razy szerszy niż dłuższy. Jajowaty w profilu gaster ma siateczkowane, pośrodku pozbawione szczecinek tergity.

## Ekologia i występowanie
Larwy K. lanceolatus są parazytoidami przechodzącymi rozwój w jajach żerujących na chamedorach straszyków z rodzaju Prisopus. Żywiciele pozostałych gatunków są nieznani.
Rodzaj neotropikalny, znany z Meksyku, Kostaryki, Kolumbii, Brazylii i Peru.

## Taksonomia
Takson ten wprowadzony został w 2008 roku przez Michaela Williama Gatesa na łamach „Zootaxa”. Gatunkiem typowym autor ów wyznaczył K. erwini. 
Nazwa rodzajowa pochodzi od Khamûla, jedynego nazwanego Upiora Pierścienia z prozy J.R.R. Tolkiena.
Do rodzaju tego zalicza się cztery opisane gatunki:
- Khamul erwini Gates, 2008
- Khamul gothmogi Gates, 2008
- Khamul lanceolatus Gates, 2008
- Khamul tolkeini Gates, 2008